# Telescópio espacial CoRoT
O telescópio espacial CoRoT é um telescópio espacial que faz parte de uma missão astronômica e astrofísica que observará 120 mil estrelas dentro do disco da Via Láctea, com dois objetivos principais:[carece de fontes?]
1. Descobrir novos planetas extrassolares a partir da detecção de trânsitos planetários;
2. Estudar a rotação e a convecção nas estrelas através da sismologia estelar.

O CoRoT pretende ser a primeira missão científica a detectar planetas extrassolares
do tipo terrestre além de obter dados para uma melhor compreensão dos fenômenos da rotação diferencial
e da convecção em estrelas.[carece de fontes?]
O acrônimo CoRoT (pronuncia-se "corrô") vem justamente da fusão dessas três palavras:
COnvecção + ROtação + Trânsitos. Mas também é homônimo de Jean-Baptiste Camille Corot (1796-1875), pintor parisiense que foi um dos grandes nomes da transição entre o classicismo e o
impressionismo nas artes plásticas, um nome adequado para uma missão que pretende pintar um novo quadro na astronomia moderna.[carece de fontes?]
O projeto CoRoT foi desenvolvido pela Agência Espacial Francesa (CNES), em conjunto com vários laboratórios franceses e parceiros internacionais, incluindo o Brasil.[carece de fontes?]
O satélite pesa 630 kg, mede 4,1 metros de comprimento e 2,0 metros de diâmetro, tendo sido lançado por um foguete russo em dezembro de 2006 entrando em órbita circular polar[carece de fontes?]
a 896 km de altitude. O satélite porta um telescópio que, durante os dois anos e meio previstos para a duração da missão, realizará observações em direções perpendiculares ao seu plano orbital, evitando a interferência da luz refletida pela Terra. Durante o verão no hemisfério norte observará uma região do céu perto da constelação
de Serpens. Durante o inverno no hemisfério norte observará numa região do céu na direção oposta, nas proximidades da constelação de Monoceros.[carece de fontes?]

## História
O projeto do satélite CoRoT foi proposto em 1994 por cientistas e engenheiros do CNES.
A missão principal do satélite era analisar pulsações de estrelas.[carece de fontes?]
A pesquisa por planetas extrassolares era então um objetivo secundário da missão.[carece de fontes?]
Como missões espaciais possuem um custo relativamente alto e a sismologia estelar não é uma das áreas de maior prioridade em astronomia, por diversas vezes, o projeto CoRoT foi ameaçado de ser cancelado ou ter seu orçamento reduzido.[carece de fontes?]
Por este motivo, a missão CoRoT adotou a pesquisa por planetas extrassolares como seu objetivo principal, já que esta área é uma das prioridades da pesquisa na astronomia moderna e goza de grande interesse por parte do grande público. Isto assegurou uma melhor promoção do projeto junto às autoridades governamentais e garantindo sua execução. O estudo das pulsações estelares passou a ser o objetivo número dois da missão.
O "mestre de obras" é o Centre National d´Études Spatiales (CNES), a agência espacial francesa, que financiou cerca de 70% dos custos da missão, em cooperação com a Agência Espacial Europeia (ESA), a Alemanha, a Espanha, a Áustria, a Bélgica e o Brasil. O custo total do projeto foi de 170 milhões de euros. O satélite foi construído pela Alcatel Alenia Space.
O CoRoT foi lançado em 27 de dezembro de 2006 por um foguete Soyuz 2.1.B do cosmódromo de Baikonur, no Cazaquistão. A missão foi projetado para durar dois anos e meio, mas em 2012, CNES tinha estendido operações até 2016 poucos dias antes da anomalia de 2 de novembro que colocou um ponto final na  missão.  Durante a missão, o CoRoT recolheu quase 160 000 "curvas de luz" (variação com o tempo de o brilho de uma estrela). Os alvos eram poucas estrelas brilhantes (160) observadas com grande precisão, e mais de 150 000 estrelas mais fracas para detectar um número razoável de planetas extrassolares, descobrir e interpretar as vibrações de muitas estrelas, mas também tratar muitas outras questões de física estelares tais como atividade, rotação, sistema binário, etc.

## Descrição do satélite
O satélite pesa 630 kg, mede 4,1 metros de comprimento e 2,0 metros de diâmetro.[carece de fontes?]
A energia necessária para seu funcionamento é obtida através de dois painéis solares que fornecem uma potência de 530 W.[carece de fontes?]
O satélite utiliza uma plataforma Proteus, desenvolvida pela Alcatel. Sua carga útil de 300 kg é composta de um telescópio refletor, afocal, com um espelho primário de 29 cm de diâmetro, acoplado a uma câmera de grande abertura (10° de raio) contendo quatro CCDs de 2048 x 2048 pixeis cada, operando na faixa de luz visível e cuja função é medir variações sutis que ocorrem na intensidade da luz das estrelas.[carece de fontes?]
O satélite foi colocado em órbita circular polar, a 896 km de altitude, com um período orbital de 1 hora e 49 minutos. Este tipo de órbita, incomum para um satélite de observação astronômica, impôs inúmeros problemas, sendo um desfio para a missão. A vida útil mínima do CoRoT é estimada em dois anos e meio.[carece de fontes?]
A cada dia, serão transmitidos cerca de 900 Mb de dados para a Terra.[carece de fontes?]

## Propósitos da missão
Durante seis meses, o CoRoT observará estrelas com magnitudes entre 4,5 e 15,5 em uma região do céu na direção do centro da galáxia. No final deste período, o satélite gira 180° e aponta para uma outra região do céu na direção oposta (na direção do anticentro da galáxia) que observará durante os seis meses seguintes. No final deste período, ele torna a girar 180° para repetir o ciclo de observações.[carece de fontes?]
Nas observações o telescópio capta a luz vinda da direção para onde aponta, formando uma imagem da região observada do céu sobre o plano focal onde estão os quatro detectores CCDs. Cada CCD é um chip quadrado, com menos de 2 cm de lado, contendo uma matriz de 2048 x 2048 pixeis. Cada pixel funciona como um "contador de fótons", que "conta" os fótons que o atinge durante um certo período de tempo, chamado de "tempo de integração". O CoRoT usa tempos de integração de 1 segundo, 32 segundos ou 512 segundos, dependendo do propósito da medida.
No final de cada tempo de integração, as contagens feitas pelos pixeis são lidas pelo sistema de controle do CoRoT. Para se saber qual é a intensidade luminosa de uma estrela durante um tempo de integração, basta somar as contagens dos pixeis sobre os quais se forma a imagem da estrela e convertê-las para unidades adequadas. A curva das medidas em função do tempo é chamada de "curva de luz" da estrela.
Estrelas "normais" apresentam um brilho constante; suas curvas de luz são praticamente uma linha reta. Existem estrelas, chamadas de "estrelas variáveis", cujo brilho não é constante e sim variável. A variabilidade observada pode ter causas intrínsecas ou extrínsecas à estrela. Em outras palavras, ela pode ser causada por processos físicos que estão ocorrendo no interior ou na superfície da estrela, ou por ação de algum agente externo.
Um exemplo de variabilidade com causas intrínsecas são as pulsações periódicas observadas em estrelas pulsantes. O estudo dessas pulsações pode revelar como é o interior dessas estrelas e o que ocorre lá dentro. Um exemplo de variabilidade com causas extrínsecas são os eclipses ou os trânsitos planetários que ocorrem quando um outro corpo celeste, uma outra estrela ou um planeta, passa diante da estrela observada, obstruindo sua luz.
A missão CoRoT possui dois programas científicos principais. Um deles é o programa de "sismologia estelar" que irá estudar estrelas variáveis do tipo pulsante, mas que também procurará por outros tipos de estrelas variáveis, talvez tipos ainda não conhecidos. O outro programa da missão é o programa de "exoplanetas" que procurará por planetas extrassolares, orbitando em torno das estrelas observadas. A grande ambição do programa de exoplanetas é encontrar planetas menos massivos do que os que já foram descobertos até o presente, talvez, planetas com tamanho e massa similares aos da Terra.

### Sismologia estelar

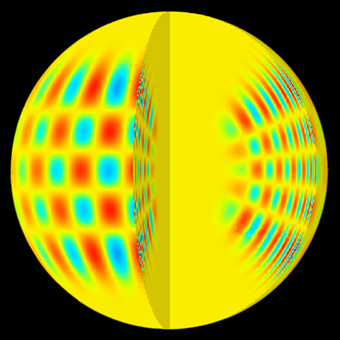
Uma imagem gerada por computador, mostrando o padrão de um oscilação acústica de modo -p, tanto no interior como na superfície do Sol.

Dois dos quatro CCDs são dedicados ao programa de sismologia estelar. Cada um eles observará cinco estrelas pulsantes durante cada período de cinco meses.
Estrelas são esferas de gás ionizado, em equilíbrio, sob efeito de sua própria gravidade. Sob certas condições, alguns tipos de estrelas podem oscilar em modos de pulsação bem específicos de acordo com sua estrutura interna, tal como um instrumento musical ou o próprio globo terrestre. Essas pulsações são causadas por mecanismos físicos que ocorrem no interior dessas estrelas e que as tornam hidrostaticamente instáveis. As pulsações fazem com que o brilho da estrela sofra pequenas variações em relação ao seu nível médio. A análise dessas variações na luz da estrela nos permite inferir uma série de informações sobre sua estrutura interna e sobre os fenômenos físicos que ocorrem em seu interior.
Pulsações deste tipo foram observadas no Sol a cerca de trinta anos atrás. Apesar do Sol estar tão próximo de nós comparado com as outras estrelas, as oscilações solares são difíceis de serem detectadas porque são muitíssimo fracas. Mas, graças aos estudos das oscilações solares, hoje sabemos como o Sol é estruturado por dentro e compreendemos melhor os fenômenos físicos que ocorrem em seu interior e em sua superfície, alguns dos quais, afetam a vida na Terra.
A missão CoRoT pretende estender esse estudo a dezenas de outras estrelas, com massas, idades e composições químicas superficiais diferentes. O desafio é bem maior, porque todas essas estrelas estão centenas de milhares ou até milhões de vezes mais distantes de nós que o Sol, e a luz que chega até nós é muito mais fraca. Mas, o estudo dessas estrelas trará uma enorme quantidade de informações sobre a estrutura e evolução estelar.
Um dos processos físicos que mais interessa aos astrônomos é a convecção. A convecção é um dos mecanismos de transporte de matéria e energia que ocorrem no interior das estrelas. Sob certas condições de temperatura e pressão, porções de matéria estelar em níveis mais profundos aquecem e dilatam subindo como "bolhas" para níveis mais superficiais, tal como ocorre quando a água ferve. Através da convecção, parte da energia térmica produzida em camadas mais profundas da estrela é trazida à superfície. Por outro lado, a "agitação" provocada pela convecção também ajuda a misturar diferentes componentes químicos da matéria estelar.
Outro mecanismo que também participa do processo de mistura de matéria no interior das estrelas é a rotação. De um modo geral, as estrelas não rotam como um corpo rígido, onde qualquer ponto sobre sua superfície ou em seu interior tem a mesma velocidade angular em relação ao eixo de rotação. Nas estrelas, um ponto próximo a um dos polos tem uma velocidade angular diferente de um ponto próximo ao equador. A velocidade angular também depende da posição radial: um ponto sobre o plano do equador, na superfície da estrela, tem uma velocidade angular diferente de  um ponto sobre o mesmo plano, mas no interior da estrela. Esse tipo de rotação é chamada rotação diferencial e afeta outros processos físicos que ocorrem no interior estelar, como o processo de estratificação interna, as pulsações, o comportamento magnético, dentre outros.
A partir da análise da luz de dezenas de estrelas pulsantes, os astrônomos pretendem compreender melhor como se dão esses dois processos, a convecção e a rotação e como eles afetam e são afetados por outros processos físicos ao longo da evolução das estrelas. A parte da astronomia que estuda o interior das estrelas a partir das oscilações estelares é chamada de sismologia estelar ou asterosismologia.

### Exoplanetas

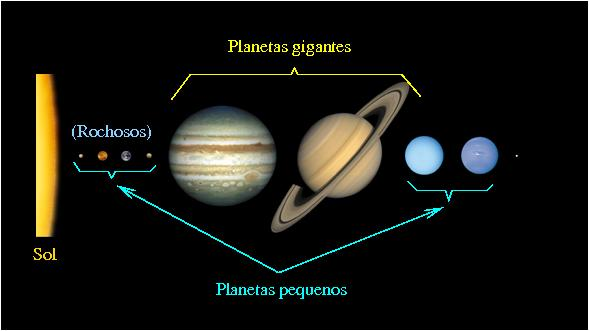
Sistema solar em escala.
A maioria dos quase 200 exoplanetas descobertos até 2006 (ano do lançamento do CoRoT) são
exoplanetas gigantes com tamanhos similares aos de Júpiter e Saturno.
A missão CoRoT ambiciona fazer a descoberta de exoplanetas menores, inclusive de planetas rochosos, com tamanhos comparáveis com o da Terra, chamados de "planetas telúricos". (Da esquerda para a direita: o Sol, os planetas telúricos Mercúrio, Vênus,
Terra e Marte; os planetas gigantes Saturno e Júpiter; e os planetas pequenos Urano e Netuno.
O planeta anão, Plutão, aparece na extrema direita).

Os outros dois CCDs estão dedicados ao programa de pesquisa de exoplanetas.
O método usado pela missão CoRoT para detectar planetas extrassolares é baseado na detecção de trânsitos planetários, ou seja, na detecção da passagem do planeta em frente da estrela em torno da qual ele orbita.
Durante sua passagem, o planeta obstrui parte da luz da estrela fazendo com que a intensidade da luz observada sofra uma pequena diminuição em relação ao seu nível intensidade normal, o que aparece como depressões em intervalos regulares na curva de luz da estrela.
Para que trânsitos planetários sejam detectados, algumas condições precisam ser satisfeitas: (1) obviamente, a estrela observada deve ter um sistema planetário com pelo menos um planeta; (2) o plano orbital do planeta deve estar praticamente alinhado com a linha de visada do telescópio; (3) o período orbital deve ser suficientemente curto para que haja uma chance considerável de que pelo menos um trânsito ocorra durante os cinco meses de observação; (4) o planeta deve ser maior que um tamanho mínimo, caso contrário, não poderá ser detectado.
Com se pode imaginar, apenas para uma pequena fração das estrelas observadas essas condições serão satisfeitas simultaneamente. Por este motivo, um grande número de estrelas devem ser observadas. Cerca de 10 mil estrelas (5 mil em cada CCD) serão monitoradas durante cada período de 5 meses da missão, totalizando 20 mil estrelas por ano, e cerca de 50 mil estrelas no final dos dois anos e meio da vida útil mínima prevista para o CoRoT.
O trânsito planetário de um planeta gasoso gigante dura algumas horas e provoca uma variação de cerca de 1 % no brilho medido da estrela. Planetas pequenos, como a Terra provocam variações de ordem de 0,01 %, ou menos, muito próximas do nível de ruído e por isto são tão difíceis de serem detectados.
A missão CoRoT deverá descobrir centenas de novos planetas gasosos gigantes, mas será suficientemente sensível para detectar planetas rochosos com um tamanho da ordem de duas vezes o tamanho da Terra.
Até 30 de dezembro de 2024, um total geral de 7387 planetas em 5069 sistemas, com 1030 sistemas tendo mais de um planeta, foram encontrados usando todos métodos de deteção.

### Programas adicionais
Além da asterosismologia e da busca de novos exoplanetas, vários outros programas em outros campos da astrofísica também se beneficiarão com as observações da missão CoRoT, como por exemplo:
- atividade estelar e magnetismo de estrelas do tipo solar
- detecção de cometas
- detecção de pequenos objetos no cinturão de Kuiper

Os projetos propostos pela comunidade astronômica foram examinados e selecionados pelo conselho científico da missão CoRoT.

## Principais características técnicas
| Massa total:               | 668 kg (antes do lançamento)        |
| Carga útil (instrumento):  | 300 kg                              |
| Comprimento total:         | 4,1 m                               |
| Diâmetro:                  | 1,9 m                               |
| Potência total disponível: | 530 W                               |
| Potência do instrumento:   | 150 W                               |
| Comprimento do telescópio: | 3,2 m                               |
| Tipo de telescópio:        | refletor, dois espelhos parabólicos |
| Espelho primário (diam.):  | 30 cm                               |
| Campo de visão:            | 2,8° x 2,8°                         |
| Distância focal:           | 1,1 m                               |
| Precisão de apontamento:   | 0,2 arcsec                          |
| Primeira luz:              | 17 de janeiro de 2007               |
| Capacidade de manobra:     | 120 m/s                             |
| Volume de telemetria:      | 1,5 GB/dia                          |
| Capacidade de memória:     | 2 GB                                |
| Órbita:                    | circular inercial polar             |
| Altitude da órbita:        | 896 km                              |
| Perigeu:                   | 896 km                              |
| Apogeu:                    | 905 km                              |
| Inclinação da órbita:      | 90°                                 |
| Inclinação orbital:        | polar                               |
| Delta V:                   | 90 m/s                              |
| Período original:          | 103 minutos                         |
| Lançamento:                | 27 de dezembro de 2006              |
| Extração:                  | 2007                                |
| Vida útil:                 | 2,5 anos (mínimo)                   |
| Código Internacional:      | 2006-063A                           |

## Cronograma
- 02/1994 a 10/2000 - fase de estudos
- 10/2000 a 12/2006 - fase de desenvolvimento
- 27 de dezembro de 2006        - lançamento do CoRoT
- 2 de janeiro de 2007        - CoRoT foi ligado
- 17 de janeiro de 2007        - primeira luz (abertura do diafragma)
- 18 de janeiro de 2007        - primeira imagem
- 12/2006 a 01/2009 - satélite em operação
- 01/2009 em diante - uso científico dos dados.

### Lançamento
O foguete Soyuz 2.1.B que colocou o satélite CoRoT em órbita, foi lançado com sucesso do cosmódromo de Baikonur, no Cazaquistão, dia 27 de dezembro de 2006 às 15:32 GMT (12:23, horário de Brasília).
O foguete foi lançado pela Agência Espacial Russa, Roscosmos e o lançamento foi transmitido pela Internet .
Poucas horas depois do lançamento, o CoRoT foi colocado em sua órbita definitiva.
Em seguida, os painéis solares foram desdobrados e o posicionamento do satélite em relação ao Sol foi ajustado de forma a permitir uma carga máxima de eletricidade.
A seguir, foram realizados testes de posicionamento e comunicação com as estações terrestres de rastreio. Tudo funcionou como previsto. O satélite foi ligado na tarde de 2 de janeiro de 2007. Seus sistemas foram testados e mais uma vez tudo funcionou corretamente.
Os dados foram transmitidos para o centro de operações do CNES, em Toulouse, na França.
A primeira luz do instrumento esteve prevista para o dia 17 de janeiro de 2007 e a primeira imagem do céu para o dia 18 do mesmo mês.
O satélite começou em seguida o Initial Run de cerca de 60 dias (fevereiro-março) e o primeiro Long Run científico (cerca de 5 meses) no inicio de abril de 2007.

### Primeira Luz
Dia 17 de janeiro de 2007 foi enviado o comando para abertura do diafragma (dispositivo que controla a passagem de luz em sistema ótico). Minutos depois, o diafragma estava aberto. Durante a noite de 18 de janeiro de 2007 o CoRoT enviou sua primeira imagem com sucesso.

## Descobertas
Em 3 de maio de 2007 foi anunciado que a missão CoRoT havia descoberto um "Júpiter quente" orbitando uma estrela do tipo solar a 1500 anos-luz de distância da Terra. Este planeta tem um raio de aproximadamente 1,78 RJ (raios de Júpiter), uma massa de 1,3 MJ (massas de Júpiter) e com um período orbital de 1,5 dias.
Em 20 de dezembro de 2007, novos resultados foram divulgados, anunciando que um segundo planeta extrassolar, COROT-2b, havia sido descoberto.
Este planeta teria um raio 1,4 RJ e 3,5 MJ, com um período orbital de pouco menos de dois dias.
Desde então, várias outras descobertas de planetas extrassolares foram anunciadas pela Missão CoRoT.

## Participação brasileira
O projeto CoRoT está sendo encabeçado pela França e conta com a participação da Alemanha, Espanha, Bélgica, Áustria e Brasil.
Dos 120 milhões de euros do orçamento da missão, o Brasil entrou com cerca de 2 milhões de euros, porém a maior contribuição brasileira foi a antena de recepção de dados na "Estação de Satélites Científicos" (ESC), do Instituto Nacional de Pesquisas Espaciais (INPE), em Alcântara, no estado do Maranhão.
Esta estação, localizada abaixo da linha do Equador, é altamente estratégica para a missão CoRoT pois aumenta significatimente a capacidade de recepção dos dados enviados pelo satélite.
A razão disso decorre do fato do CoRoT estar em órbita circular polar a uma altitude de 826 km. Nesse tipo de órbita, o satélite passa sobre os dois polos, cruzando os hemisférios norte e sul.
Os dados científicos coletados vão sendo armazenados na memória do computador de bordo.
Os dados armazenados precisam ser periodicamente transmitidos à Terra, liberando espaço para novos dados.
A missão CoRoT já contava com uma estação de recepção de dados no hemisfério norte, na localidade espanhola de Villafranca, próxima a Madri, para a qual pode transmitir uma parte dos dados armazenados. Sem uma estação no hemisfério sul, o satélite não poderia descarregar o restante dos dados, implicando em uma perda de cerca de 50% dos dados observados.
Foi a primeira vêz que os astrônomos brasileiros participaram da construção de um satélite científico, tendo o mesmo direito de seus parceiros europeus de explorar os dados científicos obtidos.
O principal responsável pela participação brasileira na missão CoRoT foi o Prof. Dr. Eduardo Janot Pacheco do Instituto de Astronomia, Geofísica e Ciências Atmosféricas (IAG) da Universidade de São Paulo (USP) quando esteve em contato em 1999 com a principal pesquisadora da missão, Dra. Anne Baglin do Laboratoire d'Études Spatiales et Instrumentation Astrophysique (LESIA) do Observatório de Paris, em Meudon, a poucos quilômetros da capital francesa.
Nos anos seguintes, Janot Pacheco conseguiu convencer a comunidade científica da importância da participação do Brasil na missão CoRoT.
Juntamente com o Prof. Dr. José Renan de Medeiros do Departamento de Física Teórica e Experimental da Universidade Federal do Rio Grande do Norte (UFRN), conseguiu engajar cerca de 70 astrônomos e estudantes dos principais centros de pesquisa astronômica do país:
- Instituto de Astronomia, Geofísica e Ciências Atmosféricas da Universidade de São Paulo (IAG/USP)
- Universidade Federal do Rio Grande do Norte (UFRN)
- Instituto Nacional de Pesquisas Espaciais (INPE)
- Laboratório Nacional de Astrofísica (LNA)
- Observatório Nacional (ON/MCT)
- Universidade Estadual Paulista (UNESP)
- Universidade Mackenzie
- Universidade Federal de Minas Gerais (UFMG)
- Universidade Federal de Santa Catarina (UFSC)
- Instituto de Física da Universidade Federal do Rio Grande do Sul (UFRGS)

Cientistas brasileiros estiveram diretamente envolvidos na seleção dos alvos da missão, no desenvolvimento de software para controle do satélite, e para tratamento e análise de dados.

## Missões Similares

### Missão MOST
A missão MOST foi desenvolvida pelo Canadá para estudar a microvariabilidade e as oscilações das estrelas, de um modo muito parecido como a missão CoRoT o faz. O MOST consiste em um pequeno satélite, com tamanho e formato de uma valise de 65 cm x 65 cm e 30 cm de profundidade, contendo um pequeno telescópio refletor e uma câmera com dois detectores CCDs.
Enquanto um dos CCDs faz medidas fotométricas da luz das estrelas, o outro capta imagens que são usadas para manter o satélite corretamente orientado.
O foguete que colocou o satélite em órbita foi lançado em outubro de 2003 e logo em seguida o MOST entrou em operação.
Embora o objetivo principal da missão MOST seja o estudo de
estrelas variáveis através da sismologia estelar, ela também irá procurar por evidências de exoplanetas gigantes.

### Missão Eddington
A Agência Espacial Europeia (ESA) pretendia lançar ao espaço em 2008, um satélite contendo quatro telescópios, cada um com um espelho primário de 60 cm de diâmetro conectado  a uma câmera CCD. O satélite era parte da missão Eddington que, tal como a missão CoRoT, teria como objetivo estudar a estrutura interna das estrelas através da asterosismologia e procurar por
exoplanetas. Durante os dois primeiros anos da missão, cada um dos quatro telescópios observaria em torno de 50 mil estrelas durante intervalos de um a três meses.
Ao todo seriam monitoradas 200 mil estrelas. Os dados fotométricos colhidos permitiriam a detecção de frequências de oscilação estelar com uma precisão de 0,1 uHz a 0,3uHz.
Durante os três anos seguintes, a missão Eddington iria observar continuamente 100 mil estrelas em uma única região do céu, com o objetivo de descobrir novos exoplanetas por meio da detecção de trânsitos planetários. Os instrumentos da missão seriam suficientemente sensíveis para detectar pequenos planetas rochosos, do tipo terrestres, com períodos orbitais de até um ano. A missão Eddington chegou a ser aprovada pela ESA em maio de 2002, mas em 2003 a agência foi obrigada a cancelar a missão devido a problemas orçamentários.

### Missão Kepler
A NASA lançará em 2008 o telescópio espacial Kepler que observará durante quatro anos contínuos as 100 mil estrelas mais brilhantes do céu, sendo capaz de detectar planetas rochosos pequenos do tamanho da Terra e com períodos orbitais da ordem de um ano. Em outras palavras, o missão Kepler será capaz de detectar planetas similares a Terra, orbitando ao redor de estrelas similares ao Sol, com um raio orbital, similares aos da Terra.

### Missão Darwin
Quando os astrônomos já tiverem descoberto um bom número de exoplanetas, então poderão procurar por sinais de vida.
A Agência Espacial Europeia (ESA) pretende continuar a pesquisa iniciada pelo CoRoT na segunda década do século XXI, através da missão Darwin, um novo projeto espacial que colocará em órbita oito satélites cada um portando um telescópio.
O principal objetivo da missão Darwin será encontrar lugares mais prováveis para o desenvolvimento de vida, pelo menos como a conhecemos.
A missão Darwin fará observações em infravermelho, porque a vida na Terra deixa suas marcas em nossa atmosfera nesses comprimentos de onda.
A atividade biológica na Terra produz gases que se difundem em nossa atmosfera.
Por exemplo, as plantas produzem oxigênio e animais expelem dióxido de carbono e metano.
Quando a luz da estrela em torno da qual o planeta orbita passa através de sua atmosfera, esta absorve certos comprimentos de onda da luz passante, na faixa do infravermelho. A análise espectral dessa luz mostra informações sobre a composição química da atmosfera do planeta.
A frota de oito espaçonaves observará 1000 das mais próximas estrelas, procurando por  planetas rochosos e analisando suas atmosferas, em busca de evidências de possível vida.

### Missão Espacial de Interferometria
Após a missão Kepler, a NASA pretende lançar em 2009 a Space Interferometry Mission ou SIM.
O instrumento principal desta missão é um interferômetro, composto por três telescópios, que será usado para medir a distância de algumas centenas de estrelas próximas, com uma precisão 100 vezes maior do que se consegue atualmente. A medida precisa da distância de uma estrela possibilita uma determinação também mais precisa de seus parâmetros físicos, tal como a temperatura superficial efetiva, o brilho real, a massa estelar, bem como a composição química superficial.
Através da interferometria, o SIM poderá medir pequenas perturbações na posição das estrelas, resultantes do movimento reflexo devido ao movimento orbital de exoplanetas.
Os instrumentos são suficientemente sensíveis para detectar a presença de planetas tão pequenos quanto a Terra, bem como planetas gigantes gasosos mais distantes, alvos potenciais para uma outra missão da NASA, o Terrestrial Planet Finder.
Ao contrário da missão CoRoT, o SIM usará a astrometria como técnica de detecção de exoplanetas.

### Terrestrial Planet Finder
A missão Terrestrial Planet Finder (TPF), que poderia ser traduzida como "Caçador de Planetas Terrestres", é o nome de uma futura missão espacial da NASA que estudará todos os aspectos dos exoplanetas: desde de sua formação e desenvolvimento em discos de poeira e gás ao redor de estrelas recém formadas até as características dos planetas orbitando ao redor de estrelas próximas.
A TPF fará um levantamento estatístico da distribuição de massa e tamanhos dos exoplanetas, bem como estudará a possibilidade de vida sobre suas superfícies.

### Wide Field Infrared Explorer
O Wide Field Infrared Explorer ou WIRE, é um caso interessante. O WIRE é um satélite colocado em órbita em 1999 e projetado originalmente para fazer um levantamento por quatro meses do céu inteiro, procurando especialmente por galáxias starburst e por protogaláxias brilhantes. Um acidente fez com que a tampa que protegia o telescópio de poeira e da luz solar fosse ejetada, o que fez com que o sistema de resfriamento dos detectores infravermelhos ficasse exposto à luz solar e o fluido de refrigeração evaporasse. As operações do satélite foram então re-planejadas: a câmera a bordo para seguimento de estrelas passou a ser utilizada no monitoramento contínuo e por longo tempo de estrelas brilhantes, com o objetivo de detectar e observar estrelas variáveis e procurar por trânsitos de grandes objetos (possíveis exoplanetas diante das mesmas).